# Goat Rocks Wilderness
Goat Rocks Wilderness est une zone restée à l'état sauvage et protégée, dans l'État de Washington (États-Unis). Cette aire est composée de la forêt nationale du Mont Baker-Snoqualmie et de la forêt nationale Gifford Pinchot sur la crête de la Chaîne des Cascades, au sud de l'U.S. Route 12. C'est une région avec de nombreux pics montagneux, Goat Rocks, ainsi nommée car de nombreuses chèvres des montagnes Rocheuses y vivent.
Quand le Congrès a voté le Wilderness Act, le 3 septembre 1964, cette aire sauvage est devenue une Wilderness, partie du National Wilderness Preservation System, dans le but de la protéger et de la préserver.
La Pacific Crest Trail, qui s'étend du Canada au Mexique, passe à travers le Goat Rocks. La portion de ce sentier de l'État de Washington est connu sous le nom de Washington Cascade Crest Trail, complété en 1935. En 1968, il est désigné comme part du Pacific Crest Trail par le National Trail System Act.

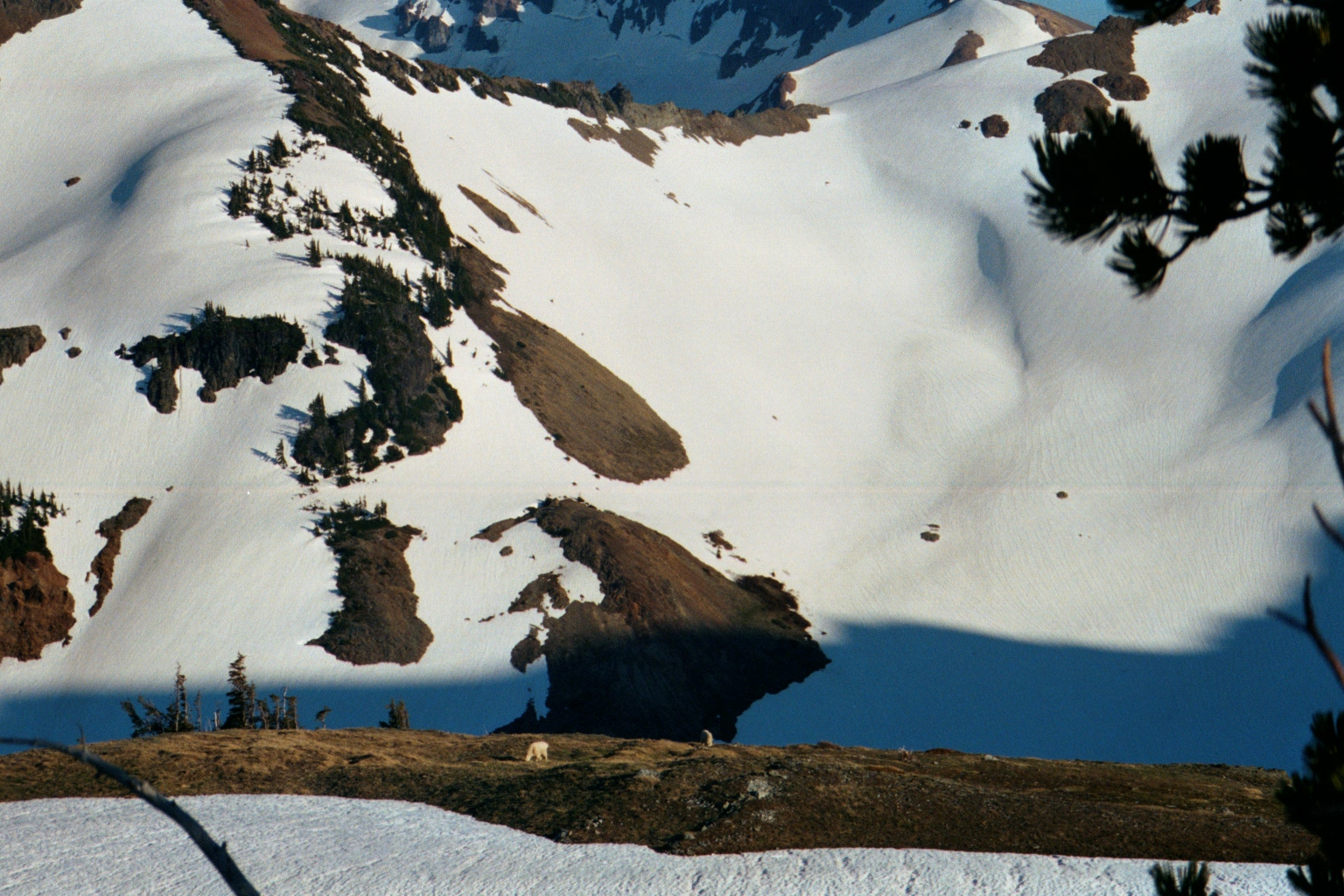
Montagne Goats
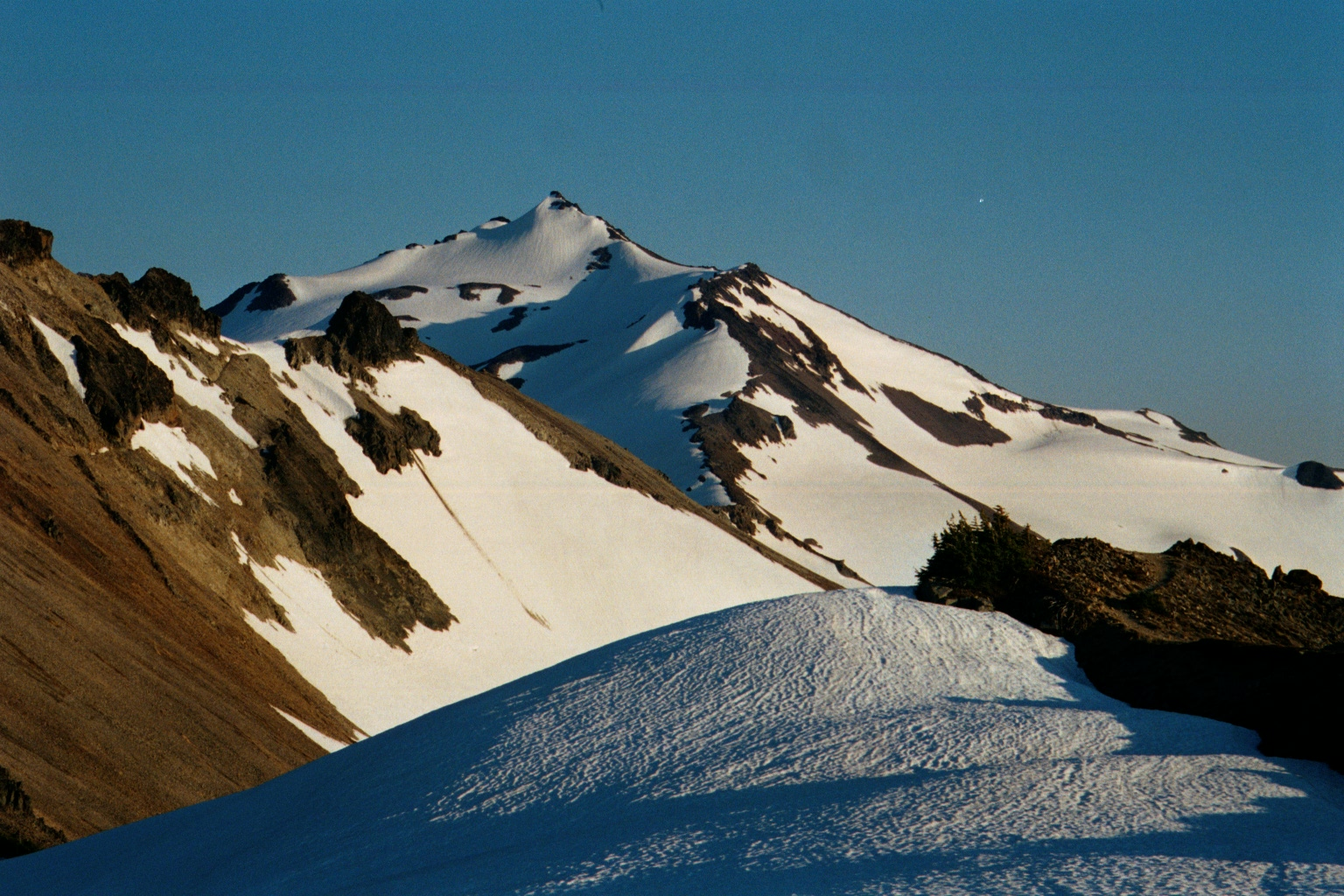
Montagne Old Snowy